# Dragons : Les Gardiens du ciel
 (février 2021).
Si vous disposez d'ouvrages ou d'articles de référence ou si vous connaissez des sites web de qualité traitant du thème abordé ici, merci de compléter l'article en donnant les références utiles à sa vérifiabilité et en les liant à la section « Notes et références ».
 (février 2021).
La mise en forme du texte ne suit pas les recommandations de Wikipédia : il faut le « wikifier ».
Les points d'amélioration suivants sont les cas les plus fréquents :
- Les titres sont pré-formatés par le logiciel. Ils ne sont ni en capitales, ni en gras.
- Le texte ne doit pas être écrit en capitales (les noms de famille non plus), ni en gras, ni en italique, ni en « petit »…
- Le gras n'est utilisé que pour surligner le titre de l'article dans l'introduction, une seule fois.
- L'italique est rarement utilisé : mots en langue étrangère, titres d'œuvres, noms de bateaux, etc.
- Les citations ne sont pas en italique mais en corps de texte normal. Elles sont entourées par des guillemets français : « et ».
- Les listes à puces sont à éviter, des paragraphes rédigés étant largement préférés. Les tableaux sont à réserver à la présentation de données structurées (résultats, etc.).
- Les appels de note de bas de page (petits chiffres en exposant, introduits par l'outil «  Source ») sont à placer entre la fin de phrase et le point final[comme ça].
- Les liens internes (vers d'autres articles de Wikipédia) sont à choisir avec parcimonie. Créez des liens vers des articles approfondissant le sujet. Les termes génériques sans rapport avec le sujet sont à éviter, ainsi que les répétitions de liens vers un même terme.
- Les liens externes sont à placer uniquement dans une section « Liens externes », à la fin de l'article. Ces liens sont à choisir avec parcimonie suivant les règles définies. Si un lien sert de source à l'article, son insertion dans le texte est à faire par les notes de bas de page.
- La présentation des références doit suivre les conventions bibliographiques. Il est recommandé d'utiliser les modèles {{Ouvrage}}, {{Chapitre}}, {{Article}}, {{Lien web}} et/ou {{Bibliographie}}. Le mode d'édition visuel peut mettre en forme automatiquement les références.
- Insérer une infobox (cadre d'informations à droite) n'est pas obligatoire pour parachever la mise en page.

Pour une aide détaillée, merci de consulter Aide:Wikification.
Si vous pensez que ces points ont été résolus, vous pouvez retirer ce bandeau et améliorer la mise en forme d'un autre article.
Dragons Dragons : Les Neuf Royaumes
Dragons : Les Gardiens du Ciel (DreamWorks Dragons: Rescue Riders) est une série télévisée américaine animée par ordinateur dans la franchise Dragons produite par DreamWorks Animation Television pour Netflix. L'émission a été créée le 27 septembre 2019 et sa deuxième saison est sortie le 7 février 2020. Trois épisodes spéciaux sont sortis en mars, juillet et novembre 2020.
Le 24 novembre 2021, la série est passée sur Peacock, avec une nouvelle saison intitulée Dragons : Les Gardiens du Ciel : Le retour des héros. La saison cinq est sortie sur Peacock le 19 mai 2022. La sixième et dernière saison est sortie sur Peacock le 29 septembre 2022.

## Résumé
Dak et Leyla, jumeaux élevés par des dragons, ont développé en conséquence une capacité unique à communiquer avec eux, aidant et sauvant les dragons et les habitants de la ville de Huttcôtier.

## Personnages

### Personnages principaux
- Dak: L'un des deux héros principaux de la série (aux côtés de Leyla), c'est un jeune garçon âgé de 10 ans, il est très aventureux aux côtés de sa sœur.
- Leyla: L'un des deux héros principaux de la série (aux côtés de Dak), c'est une jeune fille âgée de 10 ans, elle accompagne son frère durant le long de son aventure.
- Voltige: (Winger en VO) C'est un Vélociflamme mâle, il est le chef des Gardiens du Ciel et le frère adoptif de Dak et Leyla, il est la monture de Dak, sa couleur symbolique est le bleu.
- Opal: (Summer en VO) C'est une Vifin femelle, elle est la monture de Leyla, sa couleur symbolique est le vert.
- Bourboul: (Burple en VO) C'est un Crachekaillas mâle, il adore manger et crache des pierres, sa couleur symbolique est le violet.
- Kasseur: (Cutter en VO) C'est un Impitoyable Ailerazoir mâle, il utilise sa vue perçante pour voir et il crache des épines avec sa queue, sa couleur symbolique est le jaune.
- Aggro: C'est une Feu Furie femelle, elle utilise ses pouvoirs de feu pour s'illuminer dans les endroits obscurs, elle fait sa première apparition dans Pas de fumée sans feu...furie, contrairement aux 6 personnages principaux, sa couleur symbolique est le rouge.

### Alliés
- Dungard le Décideur: (Duggard the Decisive en VO) Le chef du village de Huttcôtier.
- Hannah: (Hannahr en VO) La forgeronne du village.
- Oscar ou Koudmou: (Elbone en VO) Le pêcheur du village, c'est le meilleur ami des Gardiens du Ciel, il est très maladroit et il possède une pierre de compagnie.
- Finggard Bormogon: L'enfant le plus jeune du village, il possède une chevelure blonde.
- Mme Bormogon: La mère de Finngard.
- Maréna: (Marena en VO) La vieille du village, malgré son grand âge, elle est très agile.

### Ennemis
- Magnus Foldingue: (Magnus Finke en VO) L'inventeur fou du village et ennemi juré de Dak et Leyla, c'est le « méchant » de la série. Fourbe, machiavélique, diabolique, hégémonique, vil et cruel, mais pas très intelligent, il tente de rivaliser avec les Gardiens du Ciel pour devenir le meilleur inventeur de tout Huttcôtier pour parvenir à ses fins.
- Feinte: (Lurke en VO) L'antagoniste central de la série, surnommé Croc Fantôme pour effrayer tous les habitants de Huttcôtier, ce dragon est maître dans l'art du camouflage, il apparaît dans l'épisode Bouh toi-même !, il est le chef d'un groupe de trio de Cachotaires aux côtés de Fourbe et Fugace, c'est aussi l'ennemi juré de Voltige.
- Axel Foldingue: (Axel Finke en VO) L'antagoniste secondaire de la série, il tente d'aider son oncle pour arriver à ses fins, il fait sa première apparition dans la saison 2.
- Waldondo Del Mundo: Au départ, Waldondo est un aventurier talentueux et bienveillant originaire d'Espagne à la recherche des trésors, il manipule les Gardiens du Ciel pour rechercher un joyau pour une chasse aux trésors, mais sa véritable nature est un pirate fourbe, vil, rusé, manipulateur et traître pour tromper tout le monde (y compris les Gardiens du Ciel), il parle avec un fort accent espagnol et il est aussi l'ennemi juré de Maréna. Il fait sa première apparition dans Les gardiens de trésor et plus tard dans À la poursuite du dragon d'or où il manipule deux équipes de pirates, l'une menée par Erik le Maudit et l'autre menée par Svetlana la Rusée pour les aider à trouver un trésor ressemblant à un œuf doré dans le but de devenir riche pour parvenir à ses fins.
- Erik le Maudit: (Erik the Wretched en VO) C'est un pirate viking, meneur de son groupe de pirates. Il est réputé pour être assez stupide et brutal, lui et son groupe de pirates furent manipulés par Waldondo pour retrouver un œuf doré aux côtés de Svetlana la rusée avec son groupe de pirates pour parvenir à ses fins. Il apparaît dans À la poursuite du dragon d'or en tant qu'antagoniste secondaire aux côtés de Svetlana la Rusée.
- Svetlana la Rusée: (Svetlana the Sly en VO) C'est une pirate à l'accent slave, meneuse de son groupe de pirates. Elle se montre très agressive et peut se mettre facilement en colère de la maladresse de son groupe et d'Erik avec son groupe de pirates, elle et son groupe de pirates furent manipulés par Waldondo pour retrouver un œuf doré aux côtés d'Erik le malheureux avec son groupe de pirates pour parvenir à ses fins. Elle apparaît dans À la poursuite du dragon d'or en tant qu'antagoniste secondaire aux côtés d'Erik le Maudit.

## Épisodes
Tous les épisodes de 24 minutes de la série possèdent deux saisons qui ont été diffusées en un seul jour.

### Panorama des saisons
| Saison | Saison  | Sous-titre           | Épisodes | Début de saison   | Fin de saison     | Réseau  |
| ------ | ------- | -------------------- | -------- | ----------------- | ----------------- | ------- |
|        | 1       | Les Gardiens du Ciel | 14       | 27 septembre 2019 | 27 septembre 2019 | Netflix |
|        | 2       | Les Gardiens du Ciel | 12       | 7 février 2020    | 7 février 2020    | Netflix |
|        | Spécial | Les Gardiens du Ciel | 3        | 27 février 2020   | 24 novembre 2020  | Netflix |
|        | 3       | Le retour des héros  | 6        | 24 Novembre 2021  | 24 Novembre 2021  | Peacock |
|        | 4       | Le retour des héros  | 6        | 3 février 2022    | 3 février 2022    | Peacock |
|        | 5       | Le retour des héros  | 6        | 19 Mai 2022       | 19 Mai 2022       | Peacock |
|        | 6       | Le retour des héros  | 6        | 22 Septembre 2022 | 22 Septembre 2022 | Peacock |

## Épisodes de Netflix

### Saison 1 (2019)
| N° | #  | Titres                        | Titres               | Réalisateur(s)                                  | Scénariste(s) | Première diffusion aux États-Unis | Première diffusion en France |
| --- | -- | ----------------------------- | -------------------- | ----------------------------------------------- | ------------- | --------------------------------- | ---------------------------- |
| 1 | 1  | Le nid                        | The Nest             | Glenn Harmon                                    | Jack Thomas   | 27 septembre 2019                 | 27 septembre 2019            |
| Les Gardiens du ciel portent secours au chef viking Dungard qui les invite à Huttcotier où ils doivent convaincre les habitants de leur gentillesse et serviabilité.     |    |                               |                      |                                                 |               |                                   |                              |
| 2 | 2  | Problème de fond              | Deep Trouble         | Glenn Harmon                                    | Steve Altiere | 27 septembre 2019                 | 27 septembre 2019            |
| Par manque de préparation, Dak se perd avec Kasseur, Voltige et Oscar dans le Labyrinthe des Grottes. Par excès de zèle, Leyla met en péril les opérations de recherche. |    |                               |                      |                                                 |               |                                   |                              |
| 3 | 3  | Bouh toi-même !               | Boo to You           | Steve Evangelatos                               | Jack Thomas   | 27 septembre 2019                 | 27 septembre 2019            |
| Bourboul est terrifié par la légende du Croc Fantôme. Le jour où il suspecte qu'elle pourrait être vraie, il peine à en convaincre ses amis.                             |    |                               |                      |                                                 |               |                                   |                              |
| 4 | 4  | Pas de fumée sans feu...furie | Where There's Smoke  | Glen Harmon, Steve Evangelatos, & T.J. Sullivan | Jack Thomas   | 27 septembre 2019                 | 27 septembre 2019            |
| Magnus accuse Kasseur d'allumer des feux qui mettent en péril les moutons près du village. Les Gardiens du ciel doivent les éteindre et trouver le véritable coupable.   |    |                               |                      |                                                 |               |                                   |                              |
| 5 | 5  | Le plus lourd des métaux      | Heavy Metal          | T.J. Sullivan                                   | John Tellegen | 27 septembre 2019                 | 27 septembre 2019            |
| Les Gardiens du ciel se font coincer dans une grotte avec leur rival Magnus lors d'une course pour trouver une nouvelle source de précieux minerai.                      |    |                               |                      |                                                 |               |                                   |                              |
| 6 | 6  | Prisonniers des glaces        | Iced Out             | Glenn Harmon                                    | Steve Altiere | 27 septembre 2019                 | 27 septembre 2019            |
| Frustrée de ne pas trouver sa place au sein de l'équipe, Aggro part seule avec Oscar sauver un œuf de dragon pris dans les glaces.                                       |    |                               |                      |                                                 |               |                                   |                              |
| 7 | 7  | Une journée de malade         | Sick Day             | Steve Evangelatos                               | Laura Bowes   | 27 septembre 2019                 | 27 septembre 2019            |
| Opal doit surmonter sa peur des anguilles pour récolter le remède qui permettra à ses amis grippés de guérir et voler à nouveau.                                         |    |                               |                      |                                                 |               |                                   |                              |
| 8 | 8  | Œuf pourri                    | Bad Egg              | T.J. Sullivan                                   | John Tellegen | 27 septembre 2019                 | 27 septembre 2019            |
| Magnus élabore un plan pour se cacher dans un œuf afin d'espionner les Gardiens du ciel. Mais les choses se brouillent lorsqu'une maman dragon le ramène dans son nid.   |    |                               |                      |                                                 |               |                                   |                              |
| 9 | 9  | Seuls à la maison             | Home Alone           | Steve Evangelatos                               | Laura Bowes   | 27 septembre 2019                 | 27 septembre 2019            |
| Aggro, Bourboul et Kasseur restent seuls à l'alcôve pour s'occuper de quelques œufs de dragon, mais un trio de Cachotairs vicieux veut s'en emparer.                     |    |                               |                      |                                                 |               |                                   |                              |
| 10 | 10 | Baveur Power                  | Slobber Power        | T.J. Sullivan                                   | John Tellegen | 27 septembre 2019                 | 27 septembre 2019            |
| Kasseur et le bébé dragon dont il est devenu le modèle à sa naissance devront unir leurs forces pour dépêtrer les autres d'une situation épineuse.                       |    |                               |                      |                                                 |               |                                   |                              |
| 11 | 11 | Cours accéléré                | Crash Course         | Glenn Harmon                                    | Laura Bowes   | 27 septembre 2019                 | 27 septembre 2019            |
| Bourboul et Voltige se blessent à l'aile en jouant avec Dak et doivent conjuguer leurs efforts pour rentrer à la maison. À l'alcôve, Kasseur se retrouve collé au sol.   |    |                               |                      |                                                 |               |                                   |                              |
| 12 | 12 | Folie furieuse                | Furious Fun          | Steve Evangelatos                               | John Tellegen | 27 septembre 2019                 | 27 septembre 2019            |
| Pour montrer leurs talents à un jeune fan, les Gardiens du ciel organisent une Journée du dragon, mais Aggro préfère ses nouveaux amis amusants — et intrépides.         |    |                               |                      |                                                 |               |                                   |                              |
| 13 | 13 | Amergard, 1re partie          | Grumblegard (Part 1) | T.J. Sullivan                                   | Laura Bowes   | 27 septembre 2019                 | 27 septembre 2019            |
| Pendant que les autres s'occupent des bébés dragons à l'alcôve, Dak, Voltige, Bourboul et Aggro atterrissent sur l'île d'un vieux dragon grincheux.                      |    |                               |                      |                                                 |               |                                   |                              |
| 14 | 14 | Amergard, 2e partie           | Grumblegard (Part 2) | Greg Rankin                                     | John Tellegen | 27 septembre 2019                 | 27 septembre 2019            |
| Pour défendre Huttcottier d'un Amergard en colère, les Gardiens du ciel font équipe avec les Cachotairs, qui pourraient bien être en train de manigancer quelque chose.  |    |                               |                      |                                                 |               |                                   |                              |

### Saison 2 (2020)
| N° | #  | Titres                       | Titres          | Réalisateur(s)    | Scénariste(s) | Première diffusion aux États-Unis | Première diffusion en France |
| --- | -- | ---------------------------- | --------------- | ----------------- | ------------- | --------------------------------- | ---------------------------- |
| 15 | 1  | Deux fois Foldingue          | Double Finked   | Steve Evangelatos | Steve Altiere | 7 février 2020                    | 7 février 2020               |
| Axel, le neveu de Magnus, débarque sur l'île et avoue aux Gardiens du ciel qu'il aimerait bien rejoindre leur équipe. Reste à savoir s'il est aussi filou que son oncle.   |    |                              |                 |                   |               |                                   |                              |
| 16 | 2  | Les dragons amphibies        | Divewings       | T.J. Sullivan     | Laura Bowes   | 7 février 2020                    | 7 février 2020               |
| Lorsque les Plongeakeurs, des dragons sous-marins, se mettent à attaquer des navires au large de l'île, les Gardiens doivent découvrir ce qui les met en rage.             |    |                              |                 |                   |               |                                   |                              |
| 17 | 3  | La menace mecha              | Mecha-Menace    | Greg Rankin       | John Tellegen | 7 février 2020                    | 7 février 2020               |
| Magnus et Axel dévoilent leur nouveau "mécano-dragon". Bien qu'impressionnés de prime abord, les Gardiens tentent de prouver qu'il ne s'agit que d'un tas de ferraille.    |    |                              |                 |                   |               |                                   |                              |
| 18 | 4  | Des vacances bien méritées   | Summer Holiday  | Steve Evangelatos | Laura Bowes   | 7 février 2020                    | 7 février 2020               |
| Les Gardiens partent en vacances pour se reposer et se détendre, mais leur destination idyllique n'est pas exactement ce qu'ils avaient espéré.                            |    |                              |                 |                   |               |                                   |                              |
| 19 | 5  | Les gardiens de trésor       | Treasure Riders | T.J. Sullivan     | John Tellegen | 7 février 2020                    | 7 février 2020               |
| Lorsqu'un aventurier digne d'un roman de cape et d'épée nommé Waldondo débarque en quête d'un précieux joyau, les Gardiens se joignent avec entrain à sa chasse au trésor. |    |                              |                 |                   |               |                                   |                              |
| 20 | 6  | Une recrue gonflée           | Puff Enuf       | Greg Rankin       | Laura Bowes   | 7 février 2020                    | 7 février 2020               |
| Les Gardiens trouvent une petite dragon-globe et la préparent à rejoindre la famille. Malgré des débuts difficiles, elle a bientôt l'occasion de leur apporter son aide.   |    |                              |                 |                   |               |                                   |                              |
| 21 | 7  | Chaud devant                 | Hot, Hot, Hot   | Steve Evangelatos | John Tellegen | 7 février 2020                    | 7 février 2020               |
| Alors qu'elle traverse une période gênante de gros changements, Aggro échoue dans un volcan, et les Gardiens du ciel doivent demander de l'aide à... Magnus !              |    |                              |                 |                   |               |                                   |                              |
| 22 | 8  | Peur de voler                | High Anxiety    | T.J. Sullivan     | Laura Bowes   | 7 février 2020                    | 7 février 2020               |
| Lorsque maman Griffacier se retrouve coincée au sommet d'une montagne avec une aile cassée, Hannah le forgeron doit affronter sa peur du vide pour lui porter secours.     |    |                              |                 |                   |               |                                   |                              |
| 23 | 9  | Bourboul le roi              | King Burple     | Greg Rankin       | John Tellegen | 7 février 2020                    | 7 février 2020               |
| Bourboul et Kasseur atterrissent en catastrophe dans un village de mini-dragons où Bourboul accomplit involontairement un acte héroïque qui lui vaut d'être couronné roi.  |    |                              |                 |                   |               |                                   |                              |
| 24 | 10 | Il est vivant !              | Charged Up      | Steve Evangelatos | Laura Bowes   | 7 février 2020                    | 7 février 2020               |
| Lorsque le mécano-dragon surpuissant de Magnus menace de remplacer les Gardiens et se met à dérailler, il est temps pour les vrais héros de reprendre la main !            |    |                              |                 |                   |               |                                   |                              |
| 25 | 11 | Dans le ventre de la baleine | Belly Flop      | T.J. Sullivan     | John Tellegen | 7 février 2020                    | 7 février 2020               |
| Les Gardiens doivent sauver Koudmou, qui a été avalé par un Gronk marin géant. Les piètres talents de cuisiner de Dak pourraient être la solution.                         |    |                              |                 |                   |               |                                   |                              |
| 26 | 12 | Le choix du chef             | Game of Horns   | Greg Rankin       | Jack Thomas   | 7 février 2020                    | 7 février 2020               |
| Lors d'un festival, Magnus défie Dungard dans le cadre d'une compétition désignant le chef d'Huttcotier ! Les Gardiens peuvent-ils aider leur ami à conserver son casque ? |    |                              |                 |                   |               |                                   |                              |

### Spécial (2020)
| N° | # | Titres                                                          | Titres                     | Réalisateur(s)              | Scénariste(s)               | Première diffusion aux États-Unis | Première diffusion en France |
| --- | - | --------------------------------------------------------------- | -------------------------- | --------------------------- | --------------------------- | --------------------------------- | ---------------------------- |
| 27 | 1 | Dragons : Les Gardiens du ciel : À la poursuite du dragon d'or  | Hunt for the Golden Dragon | T.J. Sullivan & Greg Rankin | Jack Thomas & Steve Altiere | 27 Mars 2020                      | 27 Mars 2020                 |
| Les Gardiens du ciel partent pour une chasse au trésor extraordinaire. Ils doivent trouver le précieux œuf du Dragon d'Or et le protéger contre des pirates maléfiques.   |   |                                                                 |                            |                             |                             |                                   |                              |
| 28 | 2 | Dragons : Les Gardiens du ciel : Le secret de l'envolée lyrique | Secrets of the Songwing    | T.J. Sullivan & Greg Rankin | Steve Altiere & Laura Bowes | 24 Juillet 2020                   | 24 Juillet 2020              |
| Quand un dragon mélomane à la voix angélique hypnotise les dragons et les habitants de Huttcotier, les Gardiens du ciel doivent trouver un moyen de conjurer le sort.     |   |                                                                 |                            |                             |                             |                                   |                              |
| 29 | 3 | Dragons : Les Gardiens du ciel : Les fêtes de Huttcôtier        | Huttsgalor Holiday         | T.J. Sullivan & Greg Rankin | Laura Bowes                 | 24 Novembre 2020                  | 24 Novembre 2020             |
| Les premières neiges annoncent la fête d'Odinyule et ses échanges de cadeaux. Mais la météo pourrait gâcher cette tradition, sauf si les Gardiens du ciel interviennent ! |   |                                                                 |                            |                             |                             |                                   |                              |

## Épisodes de Peacock

### Saison 1 (2021)
| N° | # | Titres                | Titres                | Réalisateur(s)                | Scénariste(s) | Première diffusion aux États-Unis | Première diffusion en France |
| --- | - | --------------------- | --------------------- | ----------------------------- | ------------- | --------------------------------- | ---------------------------- |
| 30 | 1 | Où est Dungard ?      | Chiefless             | Steve Moltzen                 | Steve Altiere | 24 Novembre 2021                  | 24 Novembre 2021             |
| Lorsque la chef Ingrid de l'île voisine de Bruttcôtier se présente à la recherche du gobelet de cérémonie, les Gardiens du ciel doivent trouver où Dungard l'a caché avant qu'une bataille n'éclate entre les deux îles. |   |                       |                       |                               |               |                                   |                              |
| 31 | 2 | Les Cristaux Magiques | Crystal Clear         | Steve Moltzen                 | Laura Bowes   | 24 Novembre 2021                  | 24 Novembre 2021             |
| Après la disparition de Koudmou, les gardiens du ciel trouvent son bateau près d'une île couverte de cristaux. En le cherchant à l'intérieur d'une grotte, ils réalisent que ces cristaux ont un effet unique sur le pouvoir des dragons. |   |                       |                       |                               |               |                                   |                              |
| 32 | 3 | Raconte une histoire  | How I Met Your Summer | Steve Moltzen                 | Jack Thomas   | 24 Novembre 2021                  | 24 Novembre 2021             |
| Coincés à l'intérieur pendant une tempête de neige, les Gardiens du Ciel commencent à s'impatienter. Pour passer le temps, Leyla décide de raconter l'histoire de sa rencontre avec Opal qui a eu lieu avant qu'elle et Dak ne rencontrent Bourboul. |   |                       |                       |                               |               |                                   |                              |
| 33 | 4 | Le babysitteur        | Snooping Around       | Robert Briggs & T.J. Sullivan | Matt Thornton | 24 Novembre 2021                  | 24 Novembre 2021             |
| Lorsque Fourbe, l'un des méchants dragons Cachotaires, perd deux des bébés Cachotaires de Fugace, il demande l'aide des Gardiens du ciel; il n'y a qu'un seul problème: les bébés Cachotaires sont invisibles. |   |                       |                       |                               |               |                                   |                              |
| 34 | 5 | Le faux chef          | Oh, Brother           | Greg Rankin                   | Laura Bowes   | 24 Novembre 2021                  | 24 Novembre 2021             |
| Mouduje est de passage à Huttcôtier pour rendre visite à son petit frère, Koudmou. Ce dernier veut désespérement l'impressionner que le chef Dungard le laisse jouer les faux chefs le temps d'une journée. Mais quand les décisions de Koudmou n'ont plus ni queue ni tête, les Gardiens du ciel doivent vite tout rattraper pour éviter que Koudmou ne se ridiculise devant son frère... ou pire encore ! |   |                       |                       |                               |               |                                   |                              |
| 35 | 6 | La cité perdue        | Search for the Sunken | Steve Moltzen                 | Steve Altiere | 24 Novembre 2021                  | 24 Novembre 2021             |
| Les Gardiens partent à la recherche de la ville engloutie de Valantis, une ancienne cité viking où les dragons et les hommes étaient amis; mais lorsqu'ils la trouvent, ils réalisent qu'ils ne sont pas seuls dans la cité perdue. |   |                       |                       |                               |               |                                   |                              |

### Saison 2 (2022)
| N° | # | Titres                   | Titres                  | Réalisateur(s) | Scénariste(s) | Première diffusion aux États-Unis | Première diffusion en France |
| --- | - | ------------------------ | ----------------------- | -------------- | ------------- | --------------------------------- | ---------------------------- |
| 36 | 1 | L'arc en ciel            | Teamwork is Magic       | Robert Briggs  | Laura Bowes   | 3 février 2022                    | 3 février 2022               |
| Les Gardiens du Ciel rencontrent un jeune dragon Corn'arc-en-ciel super sympa avec une corne de licorne et des pouvoirs arc-en-ciel, mais elle n'est peut-être pas aussi douce qu'elle en a l'air. |   |                          |                         |                |               |                                   |                              |
| 37 | 2 | L'incroyable Bourboul    | The Incredible Burple   | Greg Rankin    | Will Morey    | 3 février 2022                    | 3 février 2022               |
| Bourboul trouve enfin un cristal qui augmente ses pouvoirs et fait de lui le plus fort de tous les Gardiens du Ciel! Alors, quand Axel Foldingue dit avoir vu un dragon s'écraser sur le flanc du volcan de l'île du Volcan, 'L'incroyable Bourboul' se lance dans une mission sauvetage mais... ses nouveaux pouvoirs ne sont peut-être pas ce qu'ils semblent être...                                                     |   |                          |                         |                |               |                                   |                              |
| 38 | 3 | Ça sent mauvais          | Flight of the Stinkwing | Steve Moltzen  | Laura Bowes   | 3 février 2022                    | 3 février 2022               |
| Lorsqu'une odeur infecte envahit Huttcôtier, les Gardiens du Ciel s'envolent pour découvrir d'où elle provient. Ils rencontrent alors un jeune Pestilenti'aile, une espèce de dragons qui dégagent une odeur très forte. Les Gardiens essaient de trouver un moyen d'aider le Pestilenti'aile à sentir meilleur jusqu'à ce qu'ils ne se rendent compte que son affreuse odeur a une fonction que personne ne soupçonnait.   |   |                          |                         |                |               |                                   |                              |
| 39 | 4 | Le plus beau des moutons | The Big Sheep           | Robert Briggs  | Will Morey    | 3 février 2022                    | 3 février 2022               |
| Les Gardiens du Ciel doivent élucider le mystère de la disparition d'Haggis survenue lors du Grand Concours Interviking Nordique du Mouton pour éviter qu'un conflit n'éclate entre les îles. |   |                          |                         |                |               |                                   |                              |
| 40 | 5 | Au voleur                | Rescue Racers           | Greg Rankin    | Laura Bowes   | 3 février 2022                    | 3 février 2022               |
| A Huttcôtier, des objets disparaissent mystérieusement. Les Gardiens du ciel décident de mener l'enquête. Ils croisent alors le chemin de Tromberangs, des dragons ultra rapides qui prennent tout ce qui les intéresse. Afin de récupérer tous les objets volés, Voltige accepte de se mesurer à la cheffe des Tromberangs au cours d'une course, sur son île parsemée d'embûches. Sera-t-il assez rapide pour la battre ? |   |                          |                         |                |               |                                   |                              |
| 41 | 6 | Une journée sans dragons | Day without Dragons     | Steve Moltzen  | Will Morey    | 3 février 2022                    | 3 février 2022               |
| Dak et Leyla se mettent au défi de passer une journée sans leurs dragons. Les dragons vont alors passer une journée tranquille ailleurs. Mais quand les Cachotaires, Feinte, Fourbe et Fugace apprennent que Huttcôtier se retrouve sans défense, ils décident d'aller prendre leur revanche. Dak et Leyla parviendront-ils à protéger leur île sans l'aide de leurs dragons ?                                              |   |                          |                         |                |               |                                   |                              |

### Saison 3 (2022)
| N° | # | Titres                       | Titres                    | Réalisateur(s) | Scénariste(s) | Première diffusion aux États-Unis | Première diffusion en France |
| --- | - | ---------------------------- | ------------------------- | -------------- | ------------- | --------------------------------- | ---------------------------- |
| 42 | 1 | Le réveil de la gonflo-force | The Inflato-Force Awaken  | Robert Briggs  | Laura Bowes   | 19 Mai 2022                       | 19 Mai 2022                  |
| Lorsque les deux gonflo-héros, Zépla le dragon-globe et Paillette le dragon Corn'arc-en-ciel, reviennent à Huttcôtier, les gardiens du ciel proposent de les aider à compléter leur équipe.                                                |   |                              |                           |                |               |                                   |                              |
| 43 | 2 | Retour à Valantis            | Return to the Sunken City | Greg Rankin    | Will Morey    | 19 Mai 2022                       | 19 Mai 2022                  |
| Les gardiens du ciel retournent à la cité engloutie de Valantis. Le temps presse : ils doivent à tout prix empêcher Magnus Foldingue de trouver les Cristaux Alpha, deux cristaux légendaires qui ont le pouvoir de contrôler les dragons. |   |                              |                           |                |               |                                   |                              |
| 44 | 3 | Le garde du corps            | My Dragonguard            | Steve Moltzen  | Laura Bowes   | 19 Mai 2022                       | 19 Mai 2022                  |
| Kasseur sauve la vie d'un dragon chaperon qui devient son garde du corps personnel et qui ne le quitte plus. Kasseur s'amuse à donner des ordres à ce chaperon qui prend sa mission très au sérieux et qui l'empêche de s'amuser.          |   |                              |                           |                |               |                                   |                              |
| 45 | 4 | L'oeuf qui fait boum         | Gludge-Tastic Voyage      | Robert Briggs  | Abby Hodge    | 19 Mai 2022                       | 19 Mai 2022                  |
| Lorsqu'un dragon de mer géant nommé Groncheux avale accidentellement un oeuf de Bombarrière, Leyla et Aggro doivent entrer dans ses sept estomacs pour le sauver.                                                                          |   |                              |                           |                |               |                                   |                              |
| 46 | 5 | De l'électricité dans l'eau  | Dragon Out of Water       | Greg Rankin    | Will Morey    | 19 Mai 2022                       | 19 Mai 2022                  |
| Lorsqu'un jeune dragon Electrocute victime d'intimidation rencontre les gardiens, il décide qu'il veut vivre sur terre avec eux, même si les Electrocutes sont des dragons aquatiques qui ne peuvent pas respirer hors de l'eau.           |   |                              |                           |                |               |                                   |                              |
| 47 | 6 | Le nid-stival                | Nest Day                  | Steve Moltzen  | Laura Bowes   | 19 Mai 2022                       | 19 Mai 2022                  |
| Les gardiens du ciel s'apprêtent à fêter la journée du nid, une tradition qui remonte à l'époque où ils vivaient dans la nature et devaient se fabriquer des nids. Mais un mystérieux dragon débarque pour les leur voler.                 |   |                              |                           |                |               |                                   |                              |

### Saison 4 (2022)
| N° | # | Titres                    | Titres                     | Réalisateur(s) | Scénariste(s)                | Première diffusion aux États-Unis | Première diffusion en France |
| --- | - | ------------------------- | -------------------------- | -------------- | ---------------------------- | --------------------------------- | ---------------------------- |
| 48 | 1 | "Papa Magnus"             | "Full Metal Magnus"        | Robert Briggs  | Will Morey                   | 29 Septembre 2022                 | 29 Septembre 2022            |
| Quand trois bébés Férufer Mandibule décident de suivre Magnus jusqu'à son atelier, celui-ci est obligé de demander l'aide des Gardiens du Ciel pour éviter qu'ils ne le dévorent.                                                                     |   |                           |                            |                |                              |                                   |                              |
| 49 | 2 | "Mardi de malheur"        | "Triple Troubles Tuesday"  | Greg Rankin    | Laura Bowes                  | 29 Septembre 2022                 | 29 Septembre 2022            |
| C'est la journée la plus folle de tous les temps à Huttcôtier : la nouvelle invention de Magnus est devenue hors de contrôle, Fourbe le Cachotaire attaque le village et Koudmou se plonge dans une nouvelle activité.                                |   |                           |                            |                |                              |                                   |                              |
| 50 | 3 | "L'île des pirates"       | "Where's Waldondo ?"       | Steve Moltzen  | Will Morey                   | 29 Septembre 2022                 | 29 Septembre 2022            |
| Les apparences sont trompeuses lorsque les Gardiens du Ciel font équipe avec Maréna pour sauver Waldondo Del Mundo qui a été capturé par Erik le Maudit. Waldondo est-il réellement en danger ou est-ce encore l'une de ses ruses de pirate?          |   |                           |                            |                |                              |                                   |                              |
| 51 | 4 | "Le carnaval des dragons" | "The Greatest Showdragons" | Steve Moltzen  | Jack Thomas et Steve Altière | 29 Septembre 2022                 | 29 Septembre 2022            |
| Lorsque Bourboul trouve un vieux dépliant pour le Carnaval des Dragons, Dak et Leyla racontent à Dungard l'histoire du carnaval de Bourboul et Kasseur.                                                                                               |   |                           |                            |                |                              |                                   |                              |
| 52 | 5 | "Le copieur"              | "Copy That"                | Greg Rankin    | Laura Bowes et Will Morey    | 29 Septembre 2022                 | 29 Septembre 2022            |
| Leyla, Opal et Kasseur sont occupés à aider Koudmou dans sa dernière idée de commerce. Pendant ce temps, Dak, Voltige, Aggro et Bourboul doivent défendre l'alcôve d'un méchant Copigriffes, capable d'imiter leurs voix et leurs pouvoirs.           |   |                           |                            |                |                              |                                   |                              |
| 53 | 6 | "À la recherche de l'or"  | "And You Are?"             | Robert Briggs  | Jacques Thomas               | 29 Septembre 2022                 | 29 Septembre 2022            |
| Lorsque Dak et Leyla rencontrent un dragon dont le souffle efface les souvenirs, c'est à Voltige, Opal, Bourboul, Kasseur et Aggro de trouver un moyen de leur rendre leur mémoire avant qu'ils n'oublient à jamais qu'ils sont des Gardiens du ciel. |   |                           |                            |                |                              |                                   |                              |

## Distribution

### Voix originales

#### Principaux acteurs
- Nicolas Cantu : Dak
- Brennley Brown : Leyla
- Carlos Alazraqui : Dungard (Duggard)
- Moira Quirk : Hannah (Hannahr)
- Roshon Fegan : Koudmou (Elbone)

#### Principaux Dragons
- Zach Callison : Voltige (Winger)
- Skai Jackson : Opal (Summer)
- Noah Bentley : Bourboul (Burple)
- Andre Robinson : Kasseur (Cutter)
- Marsai Martin : Aggro

#### Personnages récurrents
- John C. McGinley : Armergard (Grumblegard)
- Secunda Wood : Maman Griffacier (Mama Ironclaw)
- Grey Griffin : Maréna (Marena), Mme Borgomon (Mrs. Borgomon) et Gémma (Gemma)
- Sam Lavagnino : Finngard Braun Borgomon alias Finngard
- Patton Oswalt : Oscar
- Brian Posehn : Groncheux (Gludge)
- Ashley Bornancin : Follet (Laburn),
- Brett Pels : Cindananapusflickerstaff alias Cinda
- Cassidy Naber : Zépla (Zeppla)
- Brad Grusnick : Pétille (Gill)
- Sumalee Montano : Scintille (Fathom)
- Renée Elise Goldsberry : Mélodia (Melodia)
- Brett Pels : Cantana
- Roger Craig Smith : Chillbert

#### Antagonistes
- Brad Grusnick : Magnus Foldingue (Magnus Finke)
- Jacob Hopkins : Axel Foldingue (Axel Finke)
- Carlos Alazraqui : Feinte/Croc Fantôme (Lurke/Phantom Fang) et Waldondo del Mundo
- Tara Strong : Fugace (Vizza)
- Jeff Bennett : Fourbe et Erik le Maudit (Erik the Wretched)
- Mary Elizabeth McGlynn : Svetlana la Rusée (Svetlana the Sly)

### Voix françaises
- Alexis Tomassian : Voltige
- Cerise Calixte : Opal
- Jennifer Fauveau : Dak
- Leslie Lipkins : Leyla
- Zina Khakhoulia : Aggro
- Nathalie Homs : Bourboul
- Clara Soares : Kasseur
- Cyrille Artaux : Magnus
- Valérie Bachère : Scintille
- Oscar Douieb : Axel
- Benjamin Bollen : Koudmou
- Elsa Davoine : Svetlana
- Isabelle Desplantes : Hannah
- Nayéli Forest : Marena
- Patricia Legrand : Zeppla
- Garance Thénault : Mme Borgomon
- Constantin Pappas : Dungard
- Barbara Beretta : Mélodia
- Olivier Cordina : Amergard
- Aude Saintier : Maman Griffacier
- Marianne Basler : Ekum
- Pablo Correa : Finngard
- Stéphane Bazin : Calmille
- Michel Elias : Cachotair
- Marc Saez : Erik
- José Luccioni : Feinte
- Fouzia Youssef : Pétille
- Charlotte Hervieux : chœurs

## Production
La série a été annoncée pour la première fois le 22 juillet 2019 aux côtés de son compatriote DreamWorks Animation Television Show Fonce, toutou, fonce!, avec TJ Sullivan à la direction, Jack Thomas producteur exécutif et Brian K. Roberts comme coproducteur exécutif[réf. nécessaire].

## Diffusion
La série est sortie le 27 septembre 2019 sur Netflix. La série a été déplacée le 21 Novembre 2021 sur Peacock.